# Friederich von Koss
Friederich (Frederik) von Koss (18. marts 1701 på Solberg i Skedsmo – 9. maj 1782 i Bergen) var en dansk-norsk officer, bror til Christian von Koss.
Han var søn af Johan Christoph von Koss (født 1668), en meklenborgsk adelsmand, der som ung var kommet til Norge, siden i en række år havde tjent i Frankrig (Royal Danois) og der ægtet Marie Josepha de Butcher (død 1724 i Hoff i Jarlsberg), datter af en parlamentsråd i Lille. Han blev 1718 sekondløjtnant ved 2. Vesterlenske Regiment og 1724 premierløjtnant. 1729 kom han som kaptajn til 1. Vesterlenske Regiment og fik her karakter som major 1740, oberstløjtnant 1754 (anciennitet fra 1749) og oberst 1760 (anciennitet fra 1750). 1762 gik han til Holsten og Mecklenburg i spidsen for en kombineret norsk grenaderbataljon og blev efter hjemkomsten 1763 chef for 2. Bergenhusiske Regiment; 1765 kommandant på Bergenhus, 1768 generalmajor og 1781 generalløjtnant. Han døde ugift i Bergen 9. maj 1782.